# Ребузин, Пётр Иванович
Пётр Иванович Ребузин (1923 год, дер. Зятьково Ленинского уезда Московской губернии — 1971 год, там же) — участник Великой Отечественной войны, полный кавалер Ордена Славы (1946).

## Биография
Родился в 1923 году в деревне Зятьково Ленинского уезда Московской губернии (ныне Талдомского района Московской области) в крестьянской семье. Получил начальное образование.
В 1944 году был призван в РККА.
18 сентября 1944 года ефрейтор Ребузин, будучи командиром отделения пулеметной роты 173-го стрелкового полка 90-й стрелковой дивизии 8-й армии Ленинградского фронта, во встречном бою с противником вблизи населённого пункта Силла Эстонской ССР, открыв прицельный огонь из пулемёта по вражеским автоматчикам, прикрыл развёртывание и ввод в бой стрелковой роты. В бою за переправу через реку Педья к северо-западу от Тарту подавил 2 пулемёта противника и уничтожил 8 вражеских солдат. 6 ноября 1944 года награждён орденом Славы 3 степени.
14 января 1945 года во время боёв на территории Польши, будучи наводчиком станкового пулемёта пулемётной роты того же полка в составе 2-й ударной армии 2-го Белорусского фронта, при прорыве сильно укреплённой обороны противника к юго-востоку от населённого пункта Озержано поразил 2 пулемёта и до 15 вражеских солдат. В бою за населённый пункт Владислав огнём из пулемёта подавил 2 огневые точки противника, что обеспечило захват населённого пункта стрелковой ротой. 7 февраля 1945 года награждён орденом Славы 2 степени.
16 февраля 1945 года сержант Ребузин, будучи командиром расчёта, при прорыве обороны противника в районе железнодорожной станции Группе огнём из пулемёта уничтожил 16 вражеских солдат и поразил вражескую автомашину с пушкой. При отражении контратаки противника в районе населённого пункта Гросс-Зибсау 17.02.1945г. заменил выбывшего из строя наводчика станкового пулемета и уничтожил более 10 вражеских солдат. Указом Президиума Верховного Совета СССР от 15 мая 1946 года награждён орденом Славы 1 степени, став полным кавалером ордена Славы.
В 1946 году демобилизован. После демобилизации жил в деревне Зятьково.

## Награды
- орден Славы 3 степени (28.11.1944)[1]
- орден Славы 2 степени (1.3.1945)[2]
- орден Славы 1 степени (1.6.1945)[3]